# 拉戈阿-达孔富桑
拉戈阿-达孔富桑是巴西托坎廷斯州的一个市镇。总面积10564.512平方公里，总人口8220人，人口密度0.8人/平方公里。